# Piazza Silvestri
La piazza Silvestri, o piazza Maggiore, già Umberto I, si trova nella piccola cittadina di Bevagna, in provincia di Perugia, ed è considerata tra le più significative realizzazioni urbanistiche medievali in Umbria.

## Descrizione

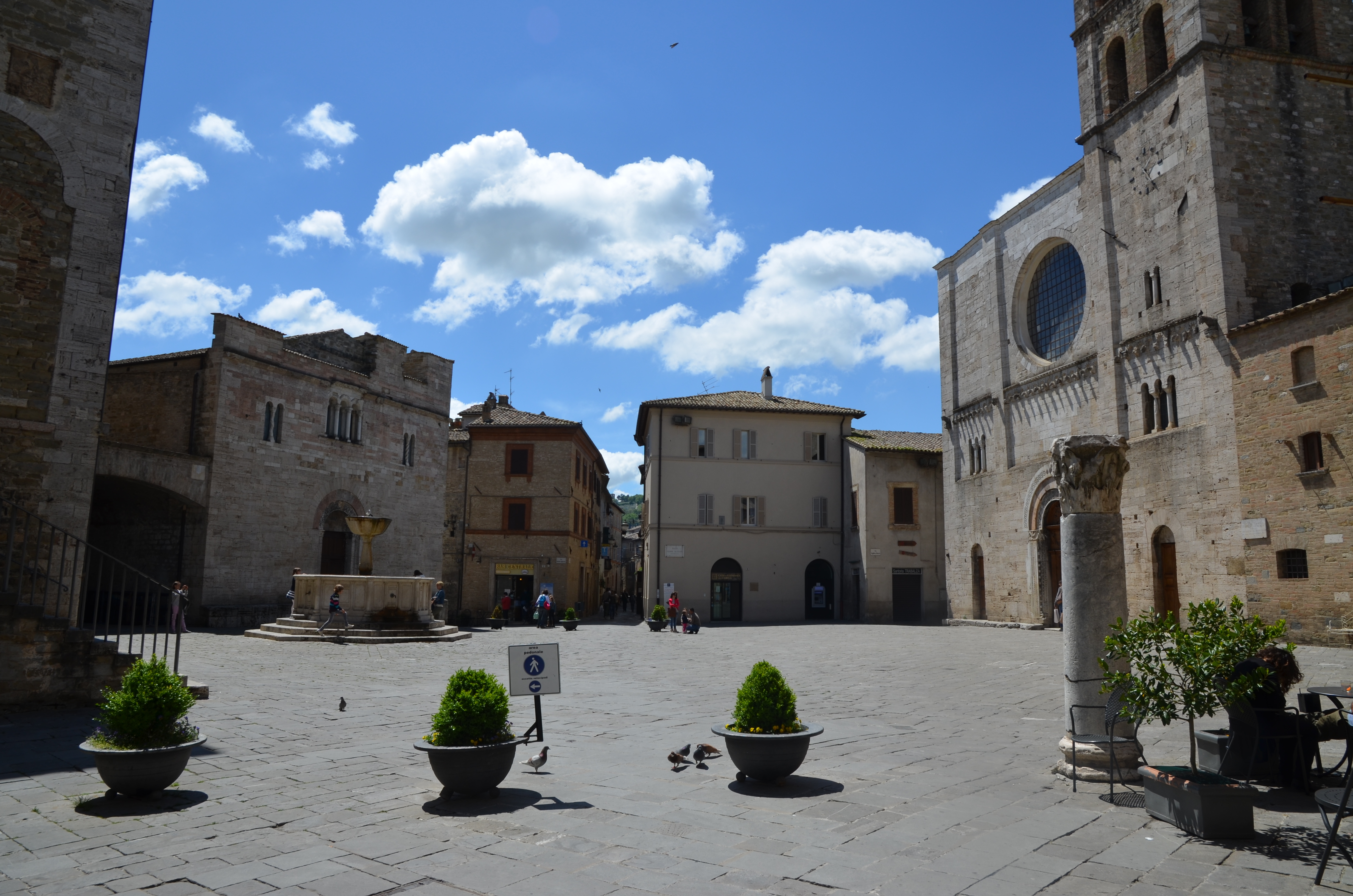
La piazza, con la chiesa di san Michele.

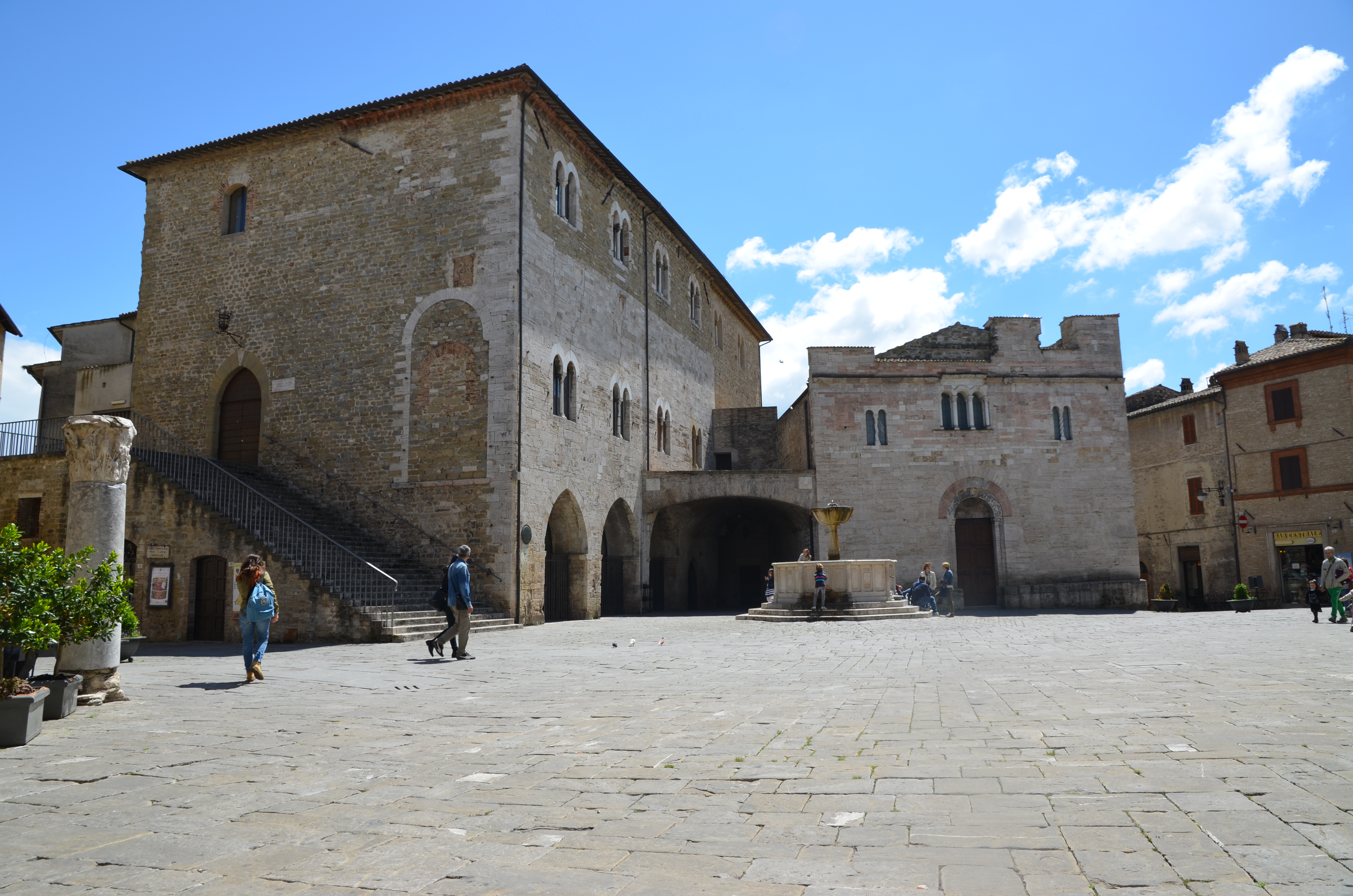
Piazza Silvestri, con il palazzo dei Consoli, la fontana e la chiesa di san Silvestro.

Si entra nel borgo da porta Foligno o Flaminia, si percorre il corso (in cui si ammirano alcune chiese e resti romani) che confluisce in piazza Silvestri, un tempo dedicata al re d'Italia Umberto I e, dal 1949, in seguito alla morte del concittadino Filippo Silvestri, studioso di entomologia (ramo della zoologia che si occupa degli insetti), a questi intitolata.
La piazza, quasi parte di una scena teatrale, è una delle più interessanti della regione e impreziosisce il paese per l'inusualità della rappresentazione spaziale consapevolmente mancante di equilibrio e di disposizioni frontali, ma regolata maggiormente sulle prospettive, sul movimento inclinato delle cubature e sull'assenza di assi ortogonali.
La maestosità del piazzale, voluto come sito risolutivo della sistemazione urbana, dove si incontrano, congiunte dal corso, le arterie della pianura, è evidenziata dal pregio architettonico degli edifici che lo concepiscono: due chiese e il palazzo dei Consoli (con annesso teatro), edificati tra il 1195 e il 1270. Rifiniscono la suggestiva veduta plateale la colonna romana di san Rocco e la fontana neomedievale del 1896.
Il Palazzo dei Consoli (1270) mostra un piacevole prospetto con due ordini di bifore e, al pianterreno, un'elegante loggia chiusa da volte a crociera: una scalinata conduce al piccolo e armonioso Teatro Torti (1886), con tre ordini di palchi e loggione.
Un'ampia volta, realizzata nel 1560 collega il palazzo alla Chiesa di San Silvestro, autentica opera d'arte del periodo romanico umbro, progettata nel 1195 da maestro Binello. La facciata, incompiuta nella parte alta, ha un bel portale in travertino e, al centro, una trifora di marmo con, ai lati, due bifore tortili.
Sul lato opposto della scenografica piazza si eleva la Chiesa di San Michele (secolo XII), compiuta dai maestri Binello e Rodolfo. Esibisce una solenne facciata romanica con coronamento orizzontale. Apprezzabili il portale mediano e quelli minori, con trifora. A destra, infine, s'innalza la solida torre campanaria cuspidata, con trifora gotica.
Nel piazzale e lungo il corso, in giugno, si svolge il mercato delle gaite, caratteristica e fedele ricostruzione della vita quotidiana di Bevagna medievale negli anni tra il 1250 e il 1350.

La piazza, con la chiesa di san Michele (anni cinquanta)
Piazza Silvestri, con il palazzo dei Consoli e il teatro, la fontana e la chiesa di san Silvestro (anni sessanta)
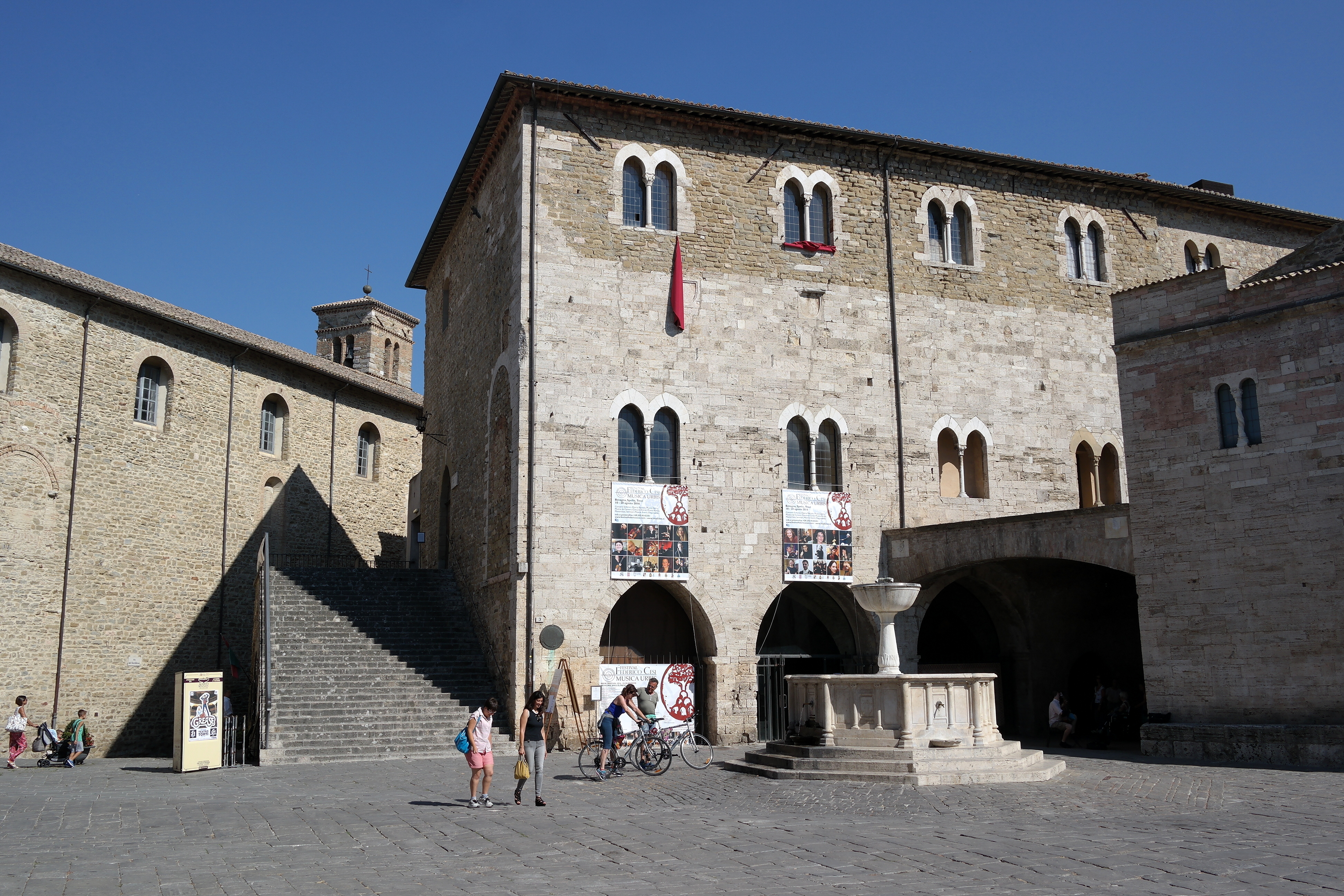
Il Palazzo dei Consoli.
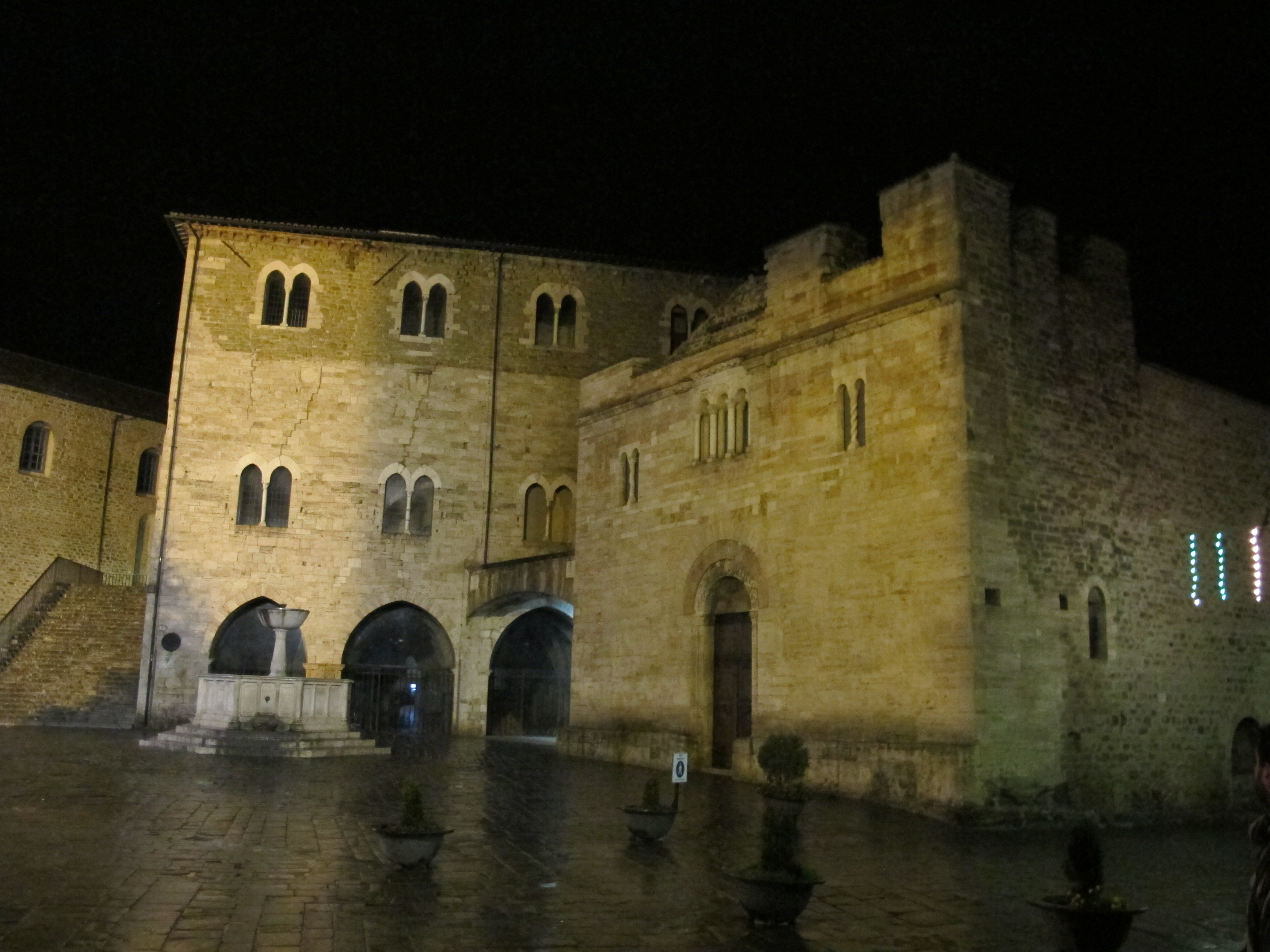
Veduta notturna.